# Atomzeit
Die Atomzeit (TA für französisch Temps Atomique) ist eine Zeitskala, die auf der Atomsekunde basiert. Die Realisierung der Atomzeit erfolgt weltweit bei zahlreichen Zeitinstituten in der Regel durch Cäsium-Atomuhren. In Deutschland wird die Atomzeit durch die Physikalisch-Technische Bundesanstalt (PTB) ermittelt. Die Atomzeit der PTB wird mit TA(PTB) bezeichnet. Die Atomzeiten verschiedener Zeitinstitute werden durch GPS-Zeitvergleiche, inzwischen zunehmend durch Zweiweg Zeit- und Frequenzvergleiche (TWSTFT) verglichen. Die Ergebnisse werden dem Internationalen Büro für Maß und Gewicht (BIPM) übermittelt, das aus ihnen einen gewichteten Durchschnitt bildet, der die Grundlage der Internationalen Atomzeit (TAI) ist, die von der BIPM veröffentlicht wird.
Sowohl Erdrotation als auch Umlaufzeit der Erde um die Sonne unterliegen, nach menschlichen Zeitmaßstäben, geringfügigen Schwankungen und lassen sich auch nicht mit der nötigen Genauigkeit messen. Um die in Technik und Naturwissenschaft nötige Genauigkeit der Zeitmessung zu erreichen, basiert die grundlegende Zeiteinheit, die Sekunde, heute auf einer atomaren Naturkonstante. Andererseits sind im Alltag Zeitskalen von Interesse, die synchron zur mittleren Sonnenzeit laufen, d. h. die auf der Erdrotation basieren. Wegen bestimmter Unregelmäßigkeiten der Erdrotation laufen Sonnenzeit und Atomzeit nicht synchron. Die Abweichung ist aber so gering, dass sie im Alltag nicht in Erscheinung tritt. Hier gilt die koordinierte Weltzeit (UTC), die ebenso wie die Atomzeit auf der Sekunde basiert, und bei Bedarf (auf Grundlage von Beobachtungen der Erdrotation) durch Schaltsekunden mit der universellen Sonnenzeit (UT1) synchronisiert wird.
| Atomzeit (TA)                 |
| Internationale Atomzeit (TAI) |

| Mittlere Sonnenzeit (Ortszeit) |
| Universelle Sonnenzeit (UT1)   |

| Weltzeit (UT)               |
| Koordinierte Weltzeit (UTC) |